# Squalus nasutus
 Squalus nasutus   — вид рода колючих акул семейства катрановых акул отряда катранообразных. Обитает в Индийском океане. Встречается на глубине до 850 м. Максимальный зарегистрированный размер 59 см. Размножается яйцеживорождением. Представляет незначительный коммерческий интерес.

## Таксономия
Впервые научно вид описан в 2007 году. Голотип представляет собой самку длиной 50,8 см, пойманного у берегов Западной Австралии в 1991 году ( 29°15' ю.ш. и 113°56 в.д.) на глубине 325 м. Паратипы: взрослый самец длиной 46,1 см, неполовозрелые самец длиной 36,1 см и самки длиной 30,6—54,9 см, пойманные на Рифах Роули на глубине 300—413 м; неполовозрелый самец длиной 45,2 см и самки длиной 31,5—53,7 см, пойманные неподалёку от Порт-Хедленд на глубине 361—430 м;  самка длиной 41,4 пойманная у берегов острова Роттнес. Видовой эпитет происходит от слова лат. nasus — «нос» и связан тем, что у этой акулы удлинённое рыло.

## Ареал
Squalus nasutus обитают в восточной части Индийского океана у побережья Западной Австралии. Эти акулы  встречаются у дна в верхней части материкового склона на глубине от 300  до 510 м, а по некоторым сведениям до 850 м. 

## Описание
Тело стройное и удлинённое, высота туловища составляет 9,4—11,4 % от длины тела. Рыло узкое и длинное. Ноздри обрамлены кожными складками. Вторичная лопасть внешней назальной складки хорошо развита. Расстояние от кончика рыла до рта равно 11,1—11,7 % длины тела. Расстояние от кончика рыла до глаз в 2 раза превышает их длину. Крупные овальные глаза вытянуты по горизонтали. Их длина составляет 4,3—5,1 % длины тела. Позади глаз имеются брызгальца.  У основания спинных плавников расположены небольшие шипы. Спинные плавники маленькие и поставлены под углом. Первый спинной плавник крупнее второго. У взрослых грудные плавники не имеют характерной для катранов серповидной формы. Длина внутреннего края грудных плавников равна 6,6—7,1 % длины тела. Основание брюшных плавников равноудалено от оснований первого и второго спинного плавников. Хвостовой плавник узкий, асимметричный, выемка у края более длинной верхней лопасти отсутствует. Анальный плавник отсутствует. Количество позвонков в осевом скелете 103—109. Окраска светло-серого цвета цвета, отметины отсутствуют. .

## Биология
Эти акулы размножаются яйцеживорождением. Ведут одиночный образ жизни. Самцы достигают половой зрелости при длине 50 см. Рацион состоит из небольших рыб, головоногих и ракообразных.   
Максимальный зарегистрированный размер составляет 59 см (самки) и 49,9 см (самцы). 

## Взаимодействие с человеком
Вид не является объектом целевого рыбного промысла. В качестве прилова может попадаться в коммерческие сети.  Мясо и плавники используют в пищу, ценится печень, богатая жиром. Международным союзом охраны природы статуса сохранности вида недостаточно. 